# キャロル・キグリー
キャロル・キグリー（Carroll Quigley、1910年11月9日 - 1977年1月3日）は、アメリカ合衆国の歴史学者、文明進化の研究者。ジョージタウン大学の教授を務めた。多数の本を出版し、秘密結社なども研究していた。

## 経歴
キグリーはボストンで生まれ、ハーバード大学で歴史を専攻。博士課程を修了した後、プリンストン大学で講師として働き、またハーバードに戻った。 1941年から1976年までジョージタウン大学国際関係学部の教授だった。
1941年から1972年まで、文明の発展についての講義を担当した。『ワシントン・スター』に記載された死亡記事では、複数の卒業生が「最も影響を受けた授業」と評価していた。
大学以外では国防総省、海軍、スミソニアン研究所、下院の科学宇宙開発技術委員会 (en) のコンサルタントも務めたことがある。新聞『ワシントン・スター』では外部記者、専門誌 "Current History" では編集者だった。彼は自分が自由主義伝統を守る保守派だと定義していた。早くからベトナム戦争を批判し、軍事産業も反対していた。
キグリーは1976年6月に定年退職し、翌年亡くなった。

## 秘密結社の研究
様々な秘密結社が現代世界史で果たした重要な役割を指摘したのは、キグリーの著書の大きな特徴の一つである。この影響で、陰謀説を研究している者の間でキグリーの名は知られている。しかし、有名な歴史学者の大半は陰謀説に懐疑的な姿勢を表明している。